# 3-Fenilpropanal
3-Fenilpropanal ou hidrocinamaldeído é um composto químico orgânico usado como matéria prima de perfumes e como fonte de material para a síntese de outras substâncias aromáticas e medicamentos. O seu odor é semelhante ao do jacinto. É um líquido incolor a amarelado, sensível ao ar.

## Ocorrência e produção
3-Fenilpropanal ocorre naturalmente na canela, no jacinto e no lilás (Syringa). É obtido sinteticamente por hidrogenação do cinamaldeído